# John Joachim
John Louis Joachim, ameriški veslač, * 8. april 1874, Ohio, † 21. oktober 1942, St. Louis, Misuri.
Joachim je za ZDA nastopil na Poletnih olimpijskih igrah 1904 v St. Louisu, kjer je v dvojcu brez krmarja osvojil bronasto medaljo.